# Ꙧ

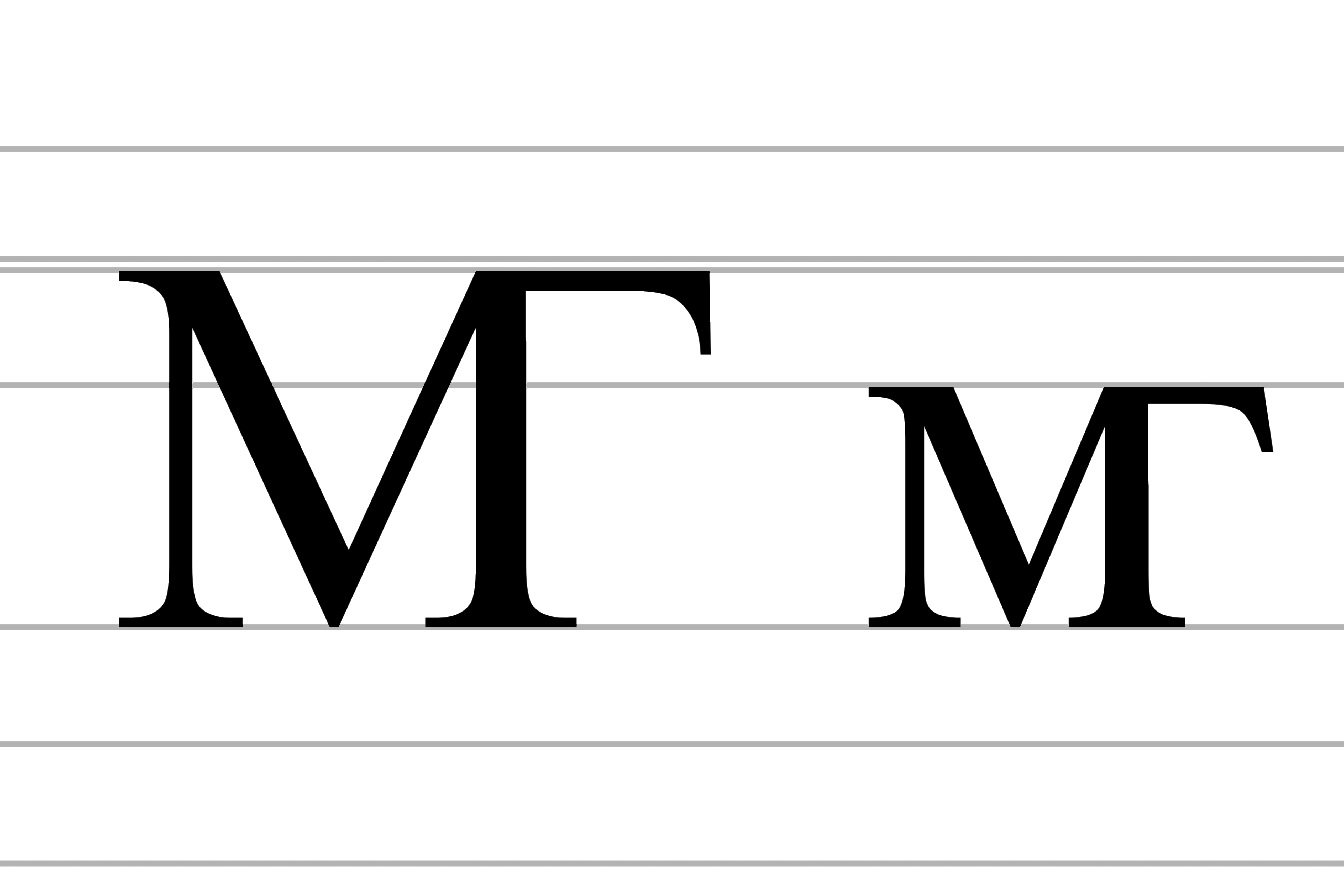
Caracter ejemplificado

Ꙧ (minúscula ꙧ; cursiva: Ꙧ ꙧ ) es una letra del alfabeto cirílico. Está letra era utilizada en el antiguo eslavo eclesiástico, y representa una м palatalizada, que también se puede escribir ‹ м҄.
La fuente DejaVu tiene el glifo en Cyrilic Extended-B.

## Códigos de computación
| Carácter                    | Ꙧ                               | Ꙧ                               | ꙧ                             | ꙧ                             |
| --------------------------- | ------------------------------- | ------------------------------- | ----------------------------- | ----------------------------- |
| Nombre unicode              | CYRILLIC CAPITAL LETTER SOFT EM | CYRILLIC CAPITAL LETTER SOFT EM | CYRILLIC SMALL LETTER SOFT EM | CYRILLIC SMALL LETTER SOFT EM |
| Codificaciones              | Decimal                         | hex                             | dec                           | hex                           |
| Unicode                     | 42598                           | U+A666                          | 42599                         | U+A667                        |
| UTF-8                       | 234 153 166                     | EA 99 A6                        | 234 153 167                   | EA 99 A7                      |
| Numeric character reference | &#42598;                        | &#xA666;                        | &#42599;                      | &#xA667;                      |